# Vladimír Mečiar
Vladimír Mečiar (Zvolen, 26 juli 1942) is een voormalig minister-president van Slowakije.
Mečiar groeide op in het communistische Tsjecho-Slowakije. Hij werd lid van de communistische jeugdbeweging en in 1962 werd hij lid van de communistische partij. Omdat hij na de Praagse Lente afwijzend stond tegenover de inval van het Warschaupact in Tsjecho-Slowakije werd hij uit de partij gezet. Hij kon een juridische studie volgen en was tot 1990 werkzaam als bedrijfsjurist.
Mečiar was actief tijdens de Fluwelen Revolutie binnen de politieke beweging Publiek tegen geweld (Verejnosť proti násiliu, VPN). Vanaf januari 1990 was hij minister van Binnenlandse Zaken van de Slowaakse deelrepubliek. In juni 1990 kreeg VPN bij de eerste vrije verkiezingen na de val van het communisme 29,35 % van de stemmen. Mečiar vormde een coalitieregering met de christendemocratische KDH en de Democratische Partij. Mečiar werd de eerste vrij gekozen minister-president van de Slowaakse deelrepubliek. In 1991 kwam Mečiar in conflict met de VPN en stapte met 15 parlementsleden uit de partij. Hij richtte een nieuwe partij op (Beweging voor een Democratisch Slowakije, HZDS) en werd voorzitter van deze partij. Het Slowaakse parlement zette Mečiar op 23 april 1991 af als minister-president. Hij werd opgevolgd door de christendemocraat Ján Carnogurský.
In juni 1992 won de HZDS bij de parlementsverkiezingen 37,3 % van de stemmen. Mečiar werd opnieuw minister-president van Slowakije. De onderhandelingen over een Tsjecho-Slowaakse regering tussen Mečiar en de Tsjechische partij ODS van Václav Klaus bleven zonder resultaat. Het Slowaakse deelstaatparlement nam daarop op 17 juli 1992 een resolutie over de onafhankelijkheidsverklaring aan. Deze resolutie werd aangenomen met 113 stemmen voor, 24 tegen en 10 onthoudingen. Vanaf 1 januari 1993 was Slowakije onafhankelijk. Mečiar bleef minister-president van het onafhankelijke Slowakije en in februari werd Michal Kováč van de HZDS president. Op 14 maart 1994 werd Mečiar, nadat hij zijn meerderheid in het parlement was kwijtgeraakt, als minister-president opgevolgd door Jozef Moravčík.
Van 13 december 1994 tot 29 oktober 1998 was Mečiar wederom minister-president van Slowakije. Hij regeerde met een autoritaire regeerstijl en had conflicten met president Kováč. Vanuit de Europese Unie bestond kritiek op de beperkingen in de persvrijheid en de behandeling van de Hongaarse minderheid in Slowakije. De HZDS won zowel bij de verkiezingen van 1998 als in 2002. Vanwege de slechte naam van Mečiar in het buitenland wilden andere partijen niet met de HZDS regeren. Hij werd als minister-president in 1998 opgevolgd door Mikuláš Dzurinda.